# Weste
Weste település Németországban, azon belül Alsó-Szászország tartományban. Lakosainak száma 951 fő (2023. december 31.).

## Népesség
A település népességének változása:
| Lakosok száma | 980  | 965  | 950  | 941  | 951  | 951  |
|               | 2016 | 2017 | 2019 | 2021 | 2022 | 2023 |